# David Souter
David Hackett Souter (ur. 17 września 1939 w Melrose, Massachusetts, zm. 8 maja 2025 w Hopkinton, New Hampshire) – amerykański prawnik, w latach 1990–2009 sędzia Sądu Najwyższego USA.

## Życiorys
Był jedynym dzieckiem bankiera Josepha Alexandra Soutera i Helen Hackett Souter. Lata młodości spędził w Concord i tam też ukończył szkołę średnią (Concord High School).
Na Harvard College uzyskał licencjat z filozofii. W 1961 ukończył studia i został członkiem honorowym stowarzyszenia studenckiego Phi Beta Kappa. Studiował także na Uniwersytecie Oxford. Edukację zakończył ostatecznie w 1966 kończąc prawo na Harvard Law School.
Po studiach w latach 1966–1968 był współpracownikiem w kancelarii Orr and Reno w Concord. Następnie był asystentem Prokuratora Generalnego stanu New Hampshire, w 1971 zostać zastępcą stanowego Prokuratora Generalnego, a latach 1976–1978 był już stanowym Prokuratorem Generalnym.
W latach 1978–1983 był sędzią Wyższego Sądu w stanie New Hampshire, a w 1983 został sędzią Sądu Najwyższego tego stanu. W 1990 przez cztery miesiące był sędzią Sądu Apelacyjnego 1 okręgu.
25 lipca 1990 został nominowany przez prezydenta George’a H.W. Busha na sędziego Sądu Najwyższego USA. Senat USA 10 października głosami 90 za i 9 przeciw zatwierdził tę kandydaturę.
1 maja 2009 oficjalnie ogłosił, że udaje się na emeryturę, co nastąpiło 29 czerwca 2009. Zamieszkał wówczas w Hopkinton, w stanie New Hampshire – gdzie zmarł 8 maja 2025.